# シトカ・ロッキー・グティエレス空港
シトカ・ロッキー・グティエレス空港（英語：Sitka Rocky Gutierrez Airport/FAA LID: SIT）は、アメリカ合衆国アラスカ州シトカ市にある公共空港。アラスカ州によって運営されている。
空港名はシトカ市の元市長であるロッキー・グティエレス(Rocky Gutierrez)に由来しており、空港にはターミナル一棟とヤポンスキー島から海上に突出するように建設された滑走路一本の設備を保有する。このターミナルにはアラスカ航空とハリス・エアクラフト・サービスのチェックインデスクのほか、レストラン・ギフトショップ・コーヒーショップ・バゲージシステム・搭乗時のセキュリティチェックゾーンなどの施設をもつ。なおハリス・エアクラフト・サービスに関しては新しい格納庫が完成してからはそちらで主たる運航を行っている。
この空港には民間企業のほか、民間航空パトロール(Civil Air Patrol)のための格納庫を持っている。アメリカ沿岸警備隊もヘリコプターの離着陸のために滑走路を使用することもあるが、ほとんど使われていない。またこの空港周辺には鳥の生息地が隣接しているほか強風や嵐にさらされることも多い。
この空港のあった場所の一部にはもともとSEARHC病院で結核で亡くなった患者の墓地として使用されていた部分もあり、空港建設の際に墓地を移設するという作業が伴った。そのため空港のその区画はいまでも「The Mausoleum」(廟)と呼ばれることがある。

## 乗入航空会社
- アラスカ航空（ジュノー・ケチカン・シアトル(季節運航)）
- ハリス・エアクラフト・サービス（チャーター便・バラノフウォームスプリングス・Kake・Klawock・Port Alexander）